# Maria Kühne (Schauspielerin)
Maria Kühne (* 30. Juni 1927 in Leipzig; † 5. November 2022 in Berlin) war eine deutsche Moderatorin, Redakteurin, Reporterin, Schauspielerin und Filmemacherin, die vor allem durch ihre Arbeit für den Deutschen Fernsehfunk (DFF) Bekanntheit erlangte.

## Leben

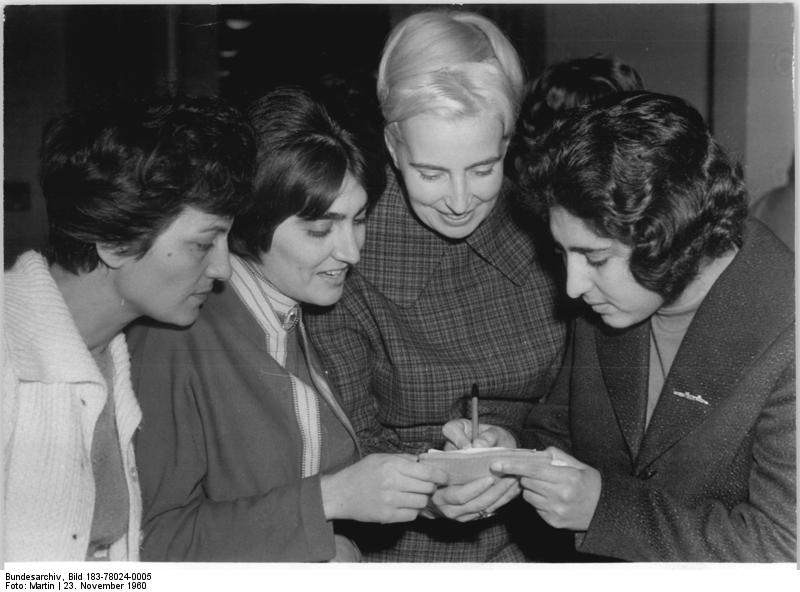
Maria Kühne (dritte von links) am 23. November 1960 auf dem VII. Bundeskongress des DFD.

Maria Kühne erlernte in den Jahren 1945 bis 1947 den Beruf der Friseurin. Nebenbei nahm sie Schauspielunterricht. Ab Ende der 1940er Jahre arbeitete sie als Schauspielerin am Deutschen Nationaltheater Weimar.
1951 ging Kühne nach Berlin. Hier bekam sie im Januar 1953 von Gottfried Hermann, Chefregisseur des Fernsehens, das Angebot, in einer frühen Rätselsendung des DFF mitzuwirken – ein Angebot, das sie annahm. Sie wurde damit zu einer Mitarbeiterin der ersten Stunde des DDR-Fernsehens, da dieses erst wenige Monate zuvor, im Dezember 1952, sein Versuchsprogramm aufgenommen hatte. Bis zum Ende des Jahres 1953 wirkte Kühne in 110 Fernsehsendungen zahlreicher Genres mit: Nachrichten, Kinderprogramm, Reportagen, Sport, Kultur und Kabarett. Die Sendungen wurden noch live eingespielt und übertragen.
1962 wechselte Maria Kühne ins Ostseestudio nach Rostock. Hier war sie rund 25 Jahre als Moderatorin, Redakteurin und Reporterin tätig. Sie betreute Sendungen wie Logbuch der Seefahrt, Waidmannsheil und Das Meer, wie es im Buche steht. Außerdem drehte sie Natur- und Tierfilme und berichtete in Reportagen über die Küstenregion – ihre Menschen und den Naturraum.
Im Jahr 1962 bekam Maria Kühne als eine der ersten Frauen in der DDR die Ehrennadel des Demokratischen Frauenbundes Deutschlands in Gold verliehen. Sie war zu dieser Zeit auch Mitglied des Bundesvorstandes des Demokratischen Frauenbundes Deutschlands (DFD).
Im Jahr 1988 ging Maria Kühne zurück nach Berlin.   

## Hörspiele
- 1952: Nikolai Gogol: Die Heirat (Dunjaschka) – Regie: Gottfried Herrmann (Hörspielbearbeitung – Deutschlandsender (DDR))